# Kanton Mont-Saint-Martin
Der Kanton Mont-Saint-Martin ist seit 1973 ein französischer Wahlkreis im Arrondissement Val-de-Briey, im Département Meurthe-et-Moselle und in der Region Grand Est (bis 2015 Lothringen); sein Bureau centralisateur befindet sich in Mont-Saint-Martin.
Der Kanton liegt im Nordwesten des Départements Meurthe-et-Moselle.

## Geschichte
Der Kanton entstand am 2. August 1973 durch Abspaltung vom Kanton Longwy. Bis 2015 gehörten acht Gemeinden zum Kanton Mont-Saint-Martin. Mit der Neuordnung der Kantone in Frankreich stieg die Zahl der Gemeinden 2015 auf 32. Vier der bisherigen acht Gemeinden wechselten zum Kanton Longwy. Zu den verbleibenden 4 Gemeinden kamen Gemeinden der bisherigen Kantone Longuyon (23 Gemeinden), Villerupt (4 Gemeinden) und Audun-le-Roman (1 Gemeinde) hinzu.

## Gemeinden
Der Kanton besteht aus 32 Gemeinden mit insgesamt 31.609 Einwohnern (Stand: 1. Januar 2022) auf einer Gesamtfläche von 289,24 km²:
| Gemeinde                 | Einwohner 1. Januar 2022 | Fläche km² | Dichte Einw./km² | Code INSEE | Postleitzahl |
| ------------------------ | ------------------------ | ---------- | ---------------- | ---------- | ------------ |
| Allondrelle-la-Malmaison | 634                      | 13,61      | 47               | 54011      | 54260        |
| Baslieux                 | 520                      | 10,17      | 51               | 54049      | 54620        |
| Bazailles                | 148                      | 4,23       | 35               | 54056      | 54620        |
| Beuveille                | 780                      | 11,90      | 66               | 54067      | 54620        |
| Boismont                 | 414                      | 5,43       | 76               | 54081      | 54620        |
| Charency-Vezin           | 616                      | 14,79      | 42               | 54118      | 54260        |
| Colmey                   | 244                      | 9,90       | 25               | 54134      | 54260        |
| Cons-la-Grandville       | 525                      | 8,25       | 64               | 54137      | 54260        |
| Cosnes-et-Romain         | 2.805                    | 16,23      | 173              | 54138      | 54400        |
| Doncourt-lès-Longuyon    | 294                      | 5,62       | 52               | 54172      | 54870        |
| Épiez-sur-Chiers         | 196                      | 5,19       | 38               | 54178      | 54620        |
| Fresnois-la-Montagne     | 413                      | 8,59       | 48               | 54212      | 54260        |
| Gorcy                    | 2.968                    | 4,10       | 724              | 54234      | 54730        |
| Grand-Failly             | 362                      | 21,87      | 17               | 54236      | 54260        |
| Han-devant-Pierrepont    | 146                      | 4,96       | 29               | 54602      | 54620        |
| Longuyon                 | 5.141                    | 29,70      | 173              | 54322      | 54260        |
| Montigny-sur-Chiers      | 479                      | 9,36       | 51               | 54378      | 54870        |
| Mont-Saint-Martin        | 9.282                    | 8,80       | 1.055            | 54382      | 54350        |
| Othe                     | 39                       | 2,97       | 13               | 54412      | 54260        |
| Petit-Failly             | 94                       | 8,12       | 12               | 54420      | 54260        |
| Pierrepont               | 827                      | 7,02       | 118              | 54428      | 54620        |
| Saint-Jean-lès-Longuyon  | 409                      | 4,21       | 97               | 54476      | 54260        |
| Saint-Pancré             | 308                      | 6,13       | 50               | 54485      | 54730        |
| Saint-Supplet            | 151                      | 7,43       | 20               | 54489      | 54620        |
| Tellancourt              | 638                      | 3,76       | 170              | 54514      | 54260        |
| Ugny                     | 695                      | 9,14       | 76               | 54537      | 54870        |
| Ville-au-Montois         | 246                      | 12,33      | 20               | 54568      | 54620        |
| Ville-Houdlémont         | 705                      | 6,09       | 116              | 54572      | 54730        |
| Villers-la-Chèvre        | 568                      | 4,02       | 141              | 54574      | 54870        |
| Villers-le-Rond          | 116                      | 4,45       | 26               | 54576      | 54260        |
| Villette                 | 188                      | 4,63       | 41               | 54582      | 54260        |
| Viviers-sur-Chiers       | 658                      | 16,24      | 41               | 54590      | 54260        |
| Kanton Mont-Saint-Martin | 31.609                   | 289,24     | 109              | 5411       | –            |

Bis zur landesweiten Neuordnung der französischen Kantone im März 2015 gehörten zum Kanton Mont-Saint-Martin die acht Gemeinden Chenières, Cosnes-et-Romain, Cutry, Gorcy, Lexy, Mont-Saint-Martin (Hauptort), Réhon und Ville-Houdlémont. Sein Zuschnitt entsprach einer Fläche von 59,45 km2. Er besaß vor 2015 einen anderen INSEE-Code als heute, nämlich 5432.

## Bevölkerungsentwicklung
| 1962   | 1968   | 1975   | 1982   | 1990   | 1999   | 2012   | 2018   |
| ------ | ------ | ------ | ------ | ------ | ------ | ------ | ------ |
| 18.807 | 23.440 | 25.503 | 23.890 | 20.914 | 20.618 | 20.618 | 31.103 |

## Politik
Im 1. Wahlgang am 22. März 2015 zur Wahl des Départementrats erreichte keines der drei Wahlpaare die absolute Mehrheit. Bei der Stichwahl am 29. März 2015 gewann das Gespann Serge De Carli (PCF)/Monique Poplineau (DVG) gegen Jonathan Lambinet/Déborah Szczepanski (beide FN) mit einem Stimmenanteil von 58,03 % (Wahlbeteiligung: 41,50 %).
Im 1. Wahlgang am 20. Juni 2021 erreichte keines der drei Wahlpaare die absolute Mehrheit. Bei der Stichwahl am 27. Juni 2021 gewann das Gespann Serge De Carli (PCF)/Monique Poplineau (DVG) gegen Éric Gillardin/Karine Lefebvre (UDC) mit einem Stimmenanteil von 56,56 % (Wahlbeteiligung: 24,32 %).
Seit 1973 hatte der Kanton folgende Abgeordnete im Départementrat:
| Vertreter im Départementrat | Vertreter im Départementrat      | Vertreter im Départementrat |
| Amtszeit                    | Name                             | Partei                      |
| --------------------------- | -------------------------------- | --------------------------- |
| 1973–1976                   | André Pastant                    | DVD                         |
| 1976–2001                   | Frédéric Brigidi                 | PCF                         |
| 2001–2008                   | Édouard Jacque                   | UDF-Rad., dann UMP          |
| 2008–2015                   | Serge De Carli                   | PCF                         |
| 2015–2021                   | Serge De Carli Monique Poplineau | PCF DVG                     |
| 2021–                       | Serge De Carli Monique Poplineau | PCF DVG                     |